# Sovetskaja Armija
L'Armata Sovietica (in russo Советская армия?, Sovetskaja armija) è stata la denominazione dell'esercito dell'Unione Sovietica tra il febbraio del 1946 e il dicembre del 1991, quando venne sostituito con le forze terrestri russe, anche se la data ufficiale di cessazione è stata il 25 dicembre 1993. Fino al 25 febbraio 1946 la forza era conosciuta come l'Armata Rossa, istituita con decreto del 28 (15 secondo il calendario giuliano) gennaio 1918 "per proteggere la popolazione, l'integrità territoriale e le libertà civili nel territorio dello stato sovietico".

## Struttura
La struttura tra l'inizio degli anni cinquanta e la fine degli anni ottanta comprendeva le seguenti principali Armi:
- Fanteria, sciolta il 12 marzo 1957 e trasformata in fanteria motorizzata
- Forze corazzate, costituita da truppe meccanizzate e corazzate
- Forze Missilistiche Strategiche che fino al 1962 facevano parte dell'artiglieria
- Aviazione dell'esercito
- Comunicazioni
- Genio
- Forze di difesa aerea (compreso radaristi)
- Difesa NBC

## Dopoguerra
Alla fine della seconda guerra mondiale, l'Armata Rossa contava 527 divisioni di fanteria, 43 divisioni d'artiglieria e oltre 300 brigate corazzate o meccanizzate; queste ultime erano in maggioranza concentrate in 24 corpi corazzati (Tankovyj korpus), ognuno con tre brigate corazzate e una motorizzata, e 14 corpi meccanizzati (Mechanizirovannyj korpus), ognuno con tre brigate meccanizzate e una brigata corazzata.
L'esperienza maturata nella grande guerra patriottica aveva dato ai sovietici ampia fiducia nelle forze corazzate a tal punto che da quel momento il numero di reparti corazzati rimase praticamente invariato, mentre quelle che erano le forze di fanteria vennero tagliate di due terzi rispetto al periodo bellico. I corpi corazzati e meccanizzati del periodo finale della guerra vennero convertiti in divisioni corazzate, e dal 1957 le divisioni di fanteria vennero convertite in divisioni motorizzate costituite da tre reggimenti fucilieri motorizzati e un reggimento corazzato, per un totale di dieci battaglioni di fanteria motorizzata e sei battaglioni corazzati; Le divisioni corazzate avevano le proporzioni invertite.
Nel marzo 1946 venne costituito il Comando in capo delle forze terrestri sovietiche, che venne sciolto quattro anni più tardi, per essere ricostituito nel 1955. Nel marzo del 1964, il comando supremo venne nuovamente sciolto per essere poi ricostituito nel novembre 1967.
Nel marzo 1946 il maresciallo Žukov divenne capo delle forze terrestri sovietiche, ma nel mese di luglio dello stesso anno venne sostituito da Ivan Konev, che rimase in carica fino al 1950, quando la posizione di Comandante in capo delle Forze terrestri sovietiche venne abolita per cinque anni, un vuoto organizzativo che probabilmente è stato associato in qualche modo con la guerra di Corea. Tra il 1945 e il 1948, le forze armate sovietiche subirono una riduzione da circa 11,3 milioni di uomini, a circa 2,8 milioni di uomini, una smobilitazione controllata prima, aumentando il numero di distretti militari a 33, poi ridotti a 21, nel 1946. Il personale delle forze terrestri venne ridotto da circa 9 822 000 a circa 2 444 000.
Per stabilire e proteggere gli interessi geopolitici sovietici nell'Europa orientale europei orientali dell'URSS, truppe dell'Armata Rossa che avevano liberato l'Europa orientale dal dominio nazista, nel 1945 sono rimasti sul posto per garantire regimi filosovietici in Europa orientale e a scopo di protezione contro eventuali attacchi provenienti dall'Europa. Altrove, essi potrebbero aver assistito il NKVD nella repressione della resistenza antisovietica in Ucraina occidentale (1941-1955). Truppe sovietiche, tra cui la 39ª Armata, rimasero dislocate a Port Arthur e Dalian, sulla costa nord-orientale della Cina fino al 1955. Il controllo venne poi consegnato al nuovo governo comunista cinese.

## Guerra fredda
Le forze armate sovietiche sul territorio dell'URSS sono state ripartite tra i distretti militari. Erano 32 nel 1945. Sedici distretti sono rimasti dalla metà degli anni settanta fino allo scioglimento dell'Unione Sovietica.

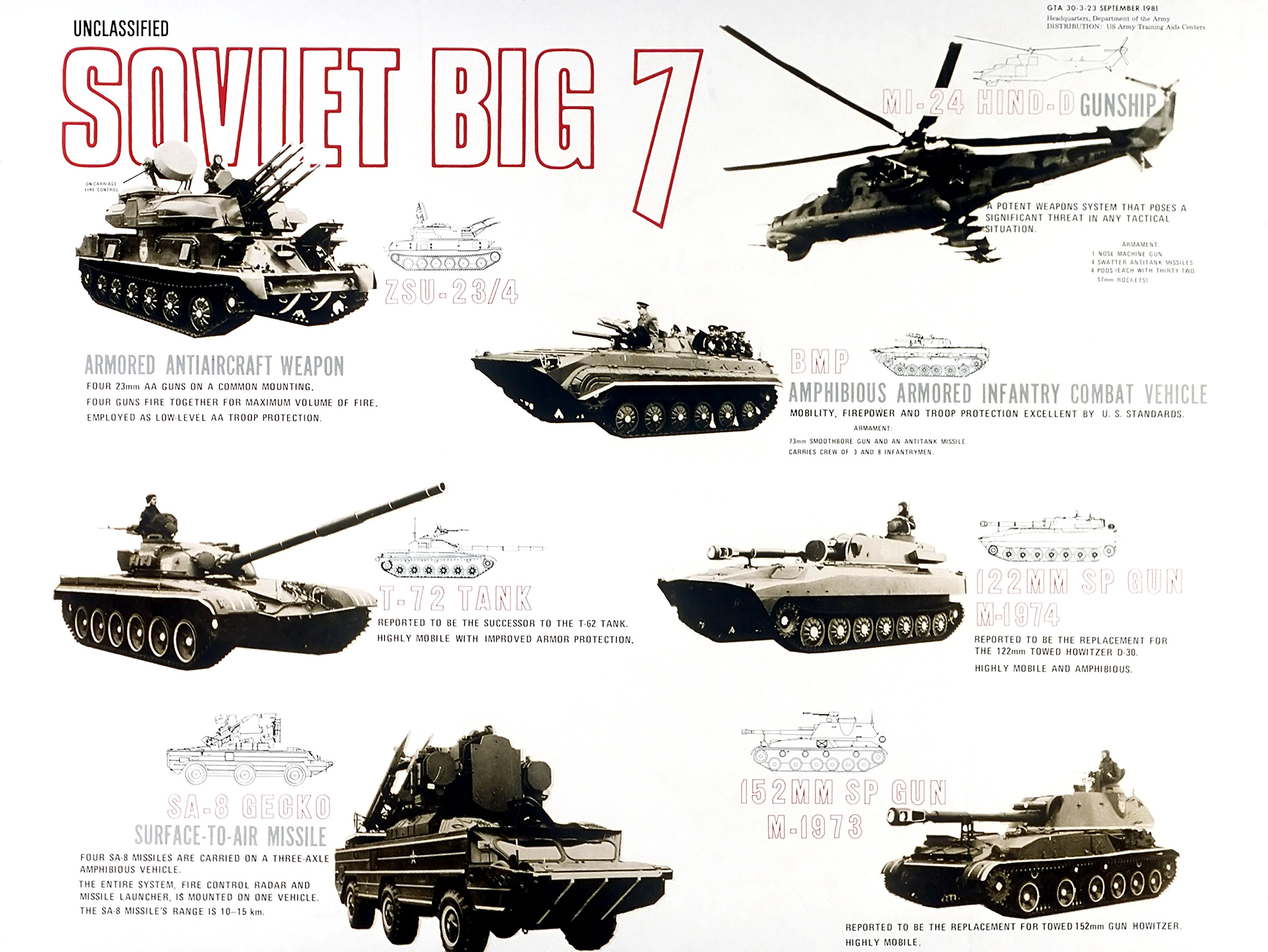
Valutazione americana del 1981 dei sette elementi più importanti dell'equipaggiamento dell'Esercito Sovietico

Le armate migliori, più addestrate e meglio equipaggiate dell'Esercito sovietico erano tuttavia concentrate nel Gruppo di forze sovietiche in Germania, che, schierate in Germania orientale, rappresentavano il punto di forza principale del Patto di Varsavia e sembravano in grado di superare, in caso di terza guerra mondiale, la resistenza degli eserciti della NATO e invadere l'Europa occidentale. Le forze sovietiche in Germania durante i lunghi anni della guerra fredda, si addestrarono intensamente per effettuare manovre offensive, contribuirono a controllare la situazione a Berlino e a sopprimere la Primavera di Praga.
Le altre forze dell'Esercito sovietico dislocate in Europa orientale erano invece divise tra il Gruppo di Forze Settentrionali dislocate in Polonia, e il Gruppo di Forze Meridionali dislocate in Ungheria, che misero fine alla la rivoluzione ungherese del 1956. Nel 1958, le truppe sovietiche vennero ritirate dalla Romania. Il Gruppo delle Forze Centrali in Cecoslovacchia venne istituito dopo l'intervento del Patto di Varsavia contro la Primavera di Praga del 1968. Nel 1969, all'estremo confine orientale dell'Unione Sovietica, il conflitto di confine cino-sovietico ha indotto l'istituzione di un distretto militare, il 16º Distretto Militare dell'Asia Centrale ad Alma-Ata in Kazakistan.

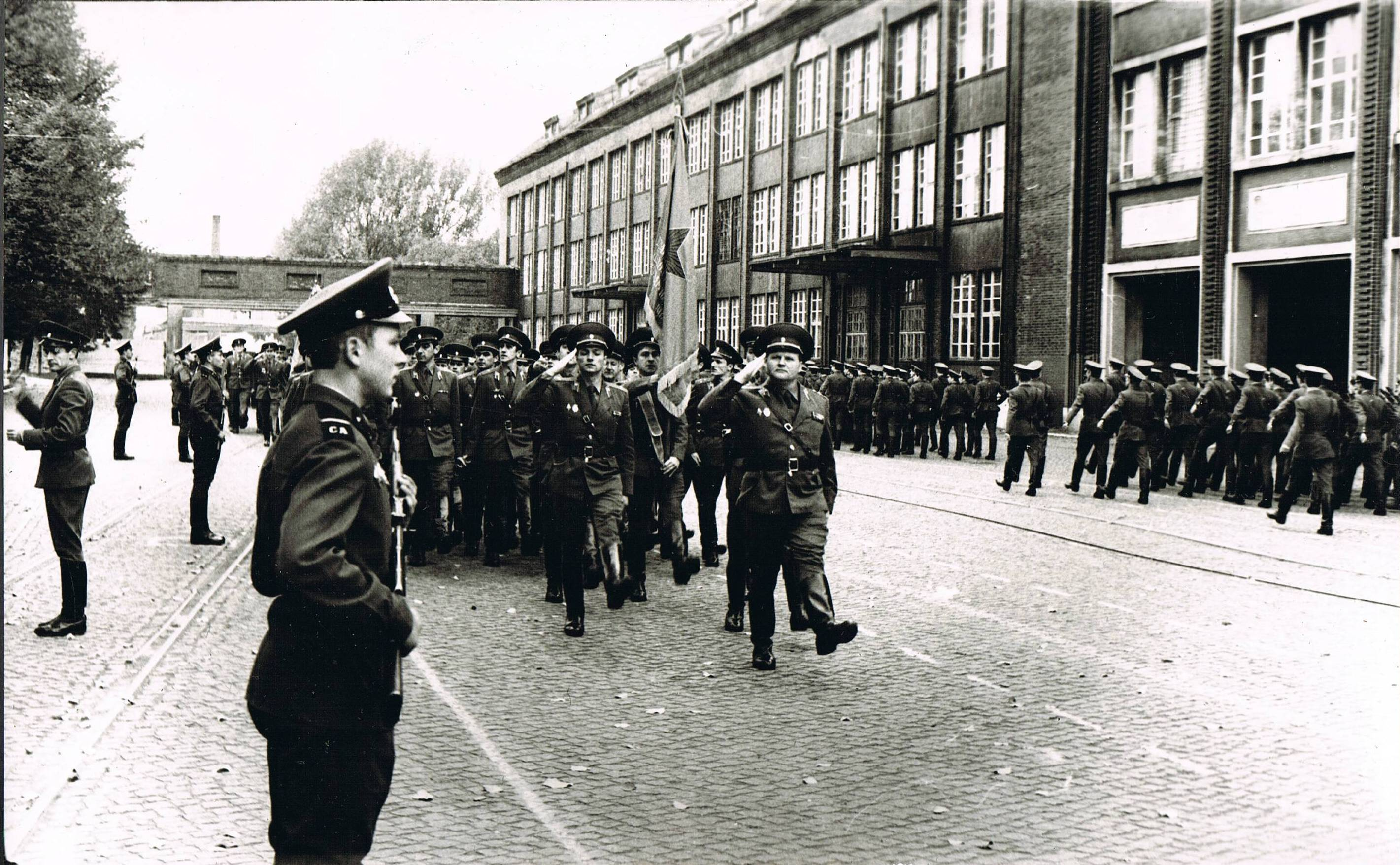
Reparto del Gruppo di forze sovietiche in Germania in marcia a Bernau bei Berlin nel 1985

Nel 1955, l'Unione Sovietica aveva costituito, con i suoi Stati alleati dell'Europa orientale, il Patto di Varsavia, formalizzando il controllo militare sovietico sulle forze armate di quei paesi. L'alleanza era guidata dal punto di vista militare dal Comandante supremo del Patto di Varsavia che fu sempre un altissimo ufficiale sovietico. L'esercito sovietico ha creato e diretto gli eserciti dell'Europa orientale a sua immagine per il resto della guerra fredda, modellandole per una potenziale invasione dell'Europa occidentale. In realtà l'Esercito sovietico sembrava consapevole della non assoluta affidabilità delle forze alleate del Patto di Varsavia e mantenne sempre uno stretto controllo delle strutture di comando; i materiali più moderni vennero assegnati con priorità alla Nationale Volksarmee della Repubblica Democratica Tedesca che costituiva l'esercito alleato più affidabile ed efficiente.
Dopo il 1956, il premier Nikita Chruščёv ha ridotto le forze di terra per costruire le forze missilistiche strategiche, enfatizzando le capacità nucleari delle forze armate. Nel 1957, il maresciallo Žukov perse il suo posto al Politburo, per essersi opposto a queste riduzioni nelle forze di terra. Lo Stato Maggiore per tutto il periodo della guerra fredda ha pianificato una eventuale invasione dell'Europa occidentale e ciò è stato reso disponibile al pubblico solo dopo che i ricercatori tedeschi in seguito alla riunificazione tedesca e alla dissoluzione dell'Unione Sovietica, hanno ottenuto l'accesso agli archivi della Nationale Volksarmee l'esercito della Repubblica Democratica Tedesca.
Nel 1979 le truppe sovietiche entrarono in Afghanistan, per sostenere il suo governo comunista, appoggiando la fazione del Partito Democratico Popolare dell'Afghanistan di Babrak Karmal contro quella del presidente Amin che venne ucciso da un commando del KGB. Protagonisti furono gli Specnaz sovietici, reparti speciali, che fecero saltare il nodo di telecomunicazioni di Kabul, paralizzando il comando militare afghano e ottennero il controllo del Ministero dell'Interno. L'invasione dell'Afghanistan provocò l'intensificarsi della resistenza del movimento guerrigliero dei resistenza dei mujahidin e si concluse con il ritiro delle truppe sovietiche, ultimato il 15 febbraio 1989 in seguito agli accordi firmati nel 1988 a Ginevra.

## Scioglimento dell'Unione Sovietica
Dal 1985 al 1991 il presidente sovietico Michail Gorbačëv avviò un programma di riduzione delle spese militari che comportavano uno sforzo notevole per l'economia sovietica riducendo lentamente le dimensioni delle forze armate, e ritirando le truppe dall'Afghanistan nel 1989.
Tra il 19 e il 21 agosto 1991 venne tentato un colpo di Stato per deporre il presidente Gorbačëv, organizzato dai neo-stalinisti presenti nel PCUS, ma il colpo di Stato fallì.

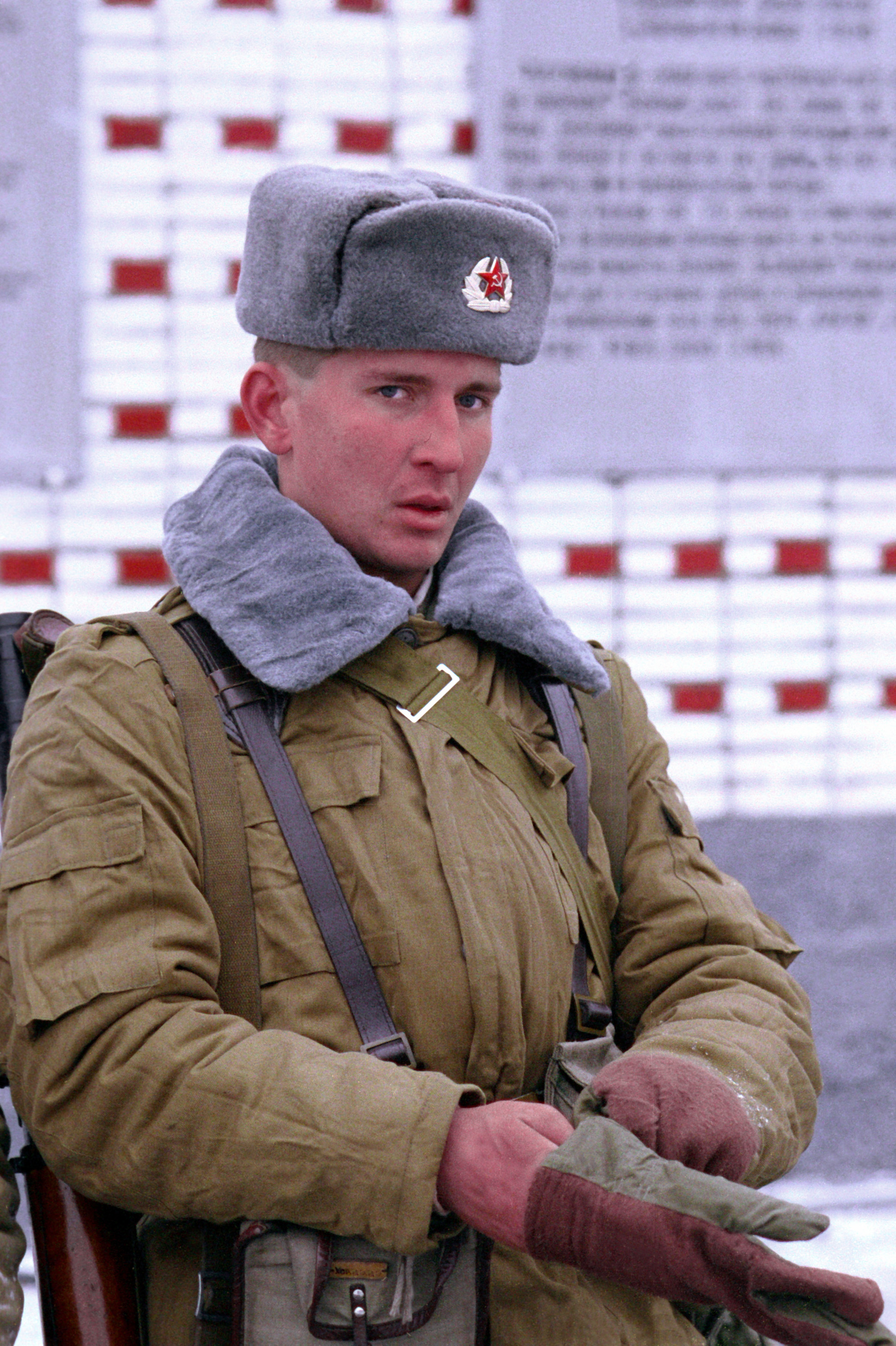
Soldato della 2ª Divisione motorizzata delle guardie "Taman'" a Mosca nel gennaio 1992 che indossa l'Afghanka invernale.

L'8 dicembre 1991, i presidenti di Russia, Bielorussia, e Ucraina formalmente sciolsero l'URSS, costituendo la Comunità degli Stati Indipendenti. Michail Gorbačëv si dimise il 25 dicembre 1991; il giorno successivo, il Soviet Supremo si dissolse e l'URSS si dissolse ufficialmente il 26 dicembre 1991. Nel corso dei successivi 18 mesi, gli sforzi politici per trasformare l'esercito dell'ex Unione Sovietica nell'esercito della CSI fallirono e le forze di stanza nelle repubbliche ex sovietiche diventarono formalmente le forze militari dei rispettivi nuovi Stati nati dallo scioglimento dell'Unione Sovietica.
Con la dissoluzione dell'Unione Sovietica, anche l'esercito sovietico venne sciolto e i nuovi Stati che si costituirono si divisero il suo patrimonio. La divisione è avvenuta in gran parte su base regionale, con i soldati sovietici dalla Russia a far parte del nuovo Esercito russo, mentre i soldati sovietici provenienti dal Kazakistan entrarono a far parte del nuovo Esercito Kazako. Di conseguenza, la maggior parte è andato a quelle che erano le Forze di Terra sovietiche, tra cui la maggior parte dei missili superficie-superficie Scud e Scaleboard che sono stati inglobati nelle forze terrestri russe. Entro la fine del 1992, la maggior parte dei resti dell'esercito sovietico nella ex-repubbliche sovietiche era sciolto. Le forze militari che presidiavano l'Europa orientale, compresi i paesi baltici, gradualmente hanno fatto ritorno a casa tra il 1992 e il 1994.
A metà marzo 1992, il presidente russo Boris El'cin ha nominato il nuovo ministro della difesa russo, segnando un passo fondamentale nella creazione delle nuove forze armate russe. Le ultime vestigia della vecchia struttura di comando sovietica sono state disciolte nel giugno del 1993.
Negli anni successivi, le forze terrestri ex sovietiche sono state ritirate dall'Europa centrale e orientale (compresi i paesi baltici), così come dalle repubbliche ex-sovietiche di Azerbaigian, Armenia, Uzbekistan, Kazakistan, Turkmenistan e Kirghizistan.
Attualmente forze di terra russe sono presenti in Tagikistan, Georgia e in Transnistria.
Dopo la dissoluzione dell'Unione Sovietica, un considerevole numero di armi venne trasferita alle nuove forze armate degli stati emergenti alla periferia dell'ex Unione Sovietica, come ad esempio Armenia, Azerbaigian e Tagikistan.
Allo stesso modo, armi e altre attrezzature militari sono state lasciate dopo il ritiro sovietico dall'Afghanistan nel 1989.
Alcune di queste armi sono state vendute poi sul mercato nero o attraverso i mercanti di armi e sono finite nelle mani si organizzazioni terroristiche come al-Qaeda Un rapporto del 1999 ha affermato che la più grande opportunità per le organizzazioni terroristiche di procurarsi armi è nella ex Unione Sovietica.
Nel 2007, la Banca Mondiale ha stimato che, delle 500 milioni di armi da fuoco totali disponibili in tutto il mondo, 100 milioni erano dei Kalašnikov e 75 milioni erano AK-47. Tuttavia, solo circa il 5 milioni di questi sono stati prodotti nella ex URSS.

## Comandanti in capo delle Forze terrestri sovietiche
- Georgij Konstantinovič Žukov (1946)
- Ivan Stepanovič Konev (1946–1950)

Comando in capo delle Forze terrestri abolito dal 26 marzo 1950 al 13 marzo 1955
- Ivan Stepanovič Konev (1955–1956)
- Rodion Jakovlevič Malinovskij (1956–1957)
- Andrej Antonovič Grečko (1957–1960)
- Vasilij Ivanovič Čujkov (1960–1964)

Comando in capo delle Forze terrestri abolito dal 7 marzo 1964 all'11 luglio 1967
- Ivan Grigor'evič Pavlovskij (1967–1980)
- Vasilij Ivanovič Petrov (1980–1985)
- Evgenij Filippovič Ivanovskij (1985–1989)
- Valentin Ivanovič Varennikov (1989–1991)
- Vladimir Magomedovič Semënov (1991)[17][18]

Nel periodo in cui il Comando in capo delle Forze terrestri è stato abolito, le funzioni di comando delle forze di terra del Soviet Supremo dell'URSS sono state esercitate direttamente dal Ministero della Difesa e dallo Stato maggiore.

## Distintivi di grado dell'Armata Sovietica
Per i militari di truppa (fino a sergente anziano) era previsto un codice (СА, SA) che indicava Советская Армия (Sovetskaja Armija), Esercito sovietico.
| Ufficiali generali                                                            |                                                             |                                                             |                                                             |                                                             |                                                             |                                                             |                                                             |                                                             |                                                             |                                                             |                                                             |                                                        |                                                        |                                                        |                                                        |                                                        |                                                        |                                                        |                                                        |                                                        |                                                        |                                                        |                                                        |                                                                            |                                                                            |                                                                            |                                                                            |                                                                            |                                                                            |                                                                            |                                                                            |                                                                            |                                                                            |                                                                            |                                                                            |                                                               |                                                               |                                                               |                                                               |                                                           |                                                           |                                                           |                                                           |                                                           |                                                           |                                                           |                                                           |                                                                            |                                                                            |                                                                            |                                                                            |                                                                            |                                                                            |                                                                            |                                                                            |                                                                            |                                                                            |                                                                            |                                                                            |
| маршал Совéтского Союза Maresciallo dell'Unione Sovietica comandante generale |                                                             |                                                             |                                                             |                                                             |                                                             |                                                             |                                                             |                                                             |                                                             |                                                             |                                                             |                                                        |                                                        |                                                        |                                                        |                                                        |                                                        |                                                        |                                                        |                                                        |                                                        |                                                        |                                                        |                                                                            |                                                                            |                                                                            |                                                                            |                                                                            |                                                                            |                                                                            |                                                                            |                                                                            |                                                                            |                                                                            |                                                                            |                                                               |                                                               |                                                               |                                                               |                                                           |                                                           |                                                           |                                                           |                                                           |                                                           |                                                           |                                                           |                                                                            |                                                                            |                                                                            |                                                                            |                                                                            |                                                                            |                                                                            |                                                                            |                                                                            |                                                                            |                                                                            |                                                                            |
| Главный маршал артиллерии Maresciallo capo dell'artiglieria                   | Главный маршал артиллерии Maresciallo capo dell'artiglieria | Главный маршал артиллерии Maresciallo capo dell'artiglieria | Главный маршал артиллерии Maresciallo capo dell'artiglieria | Главный маршал артиллерии Maresciallo capo dell'artiglieria | Главный маршал артиллерии Maresciallo capo dell'artiglieria | Главный маршал артиллерии Maresciallo capo dell'artiglieria | Главный маршал артиллерии Maresciallo capo dell'artiglieria | Главный маршал артиллерии Maresciallo capo dell'artiglieria | Главный маршал артиллерии Maresciallo capo dell'artiglieria | Главный маршал артиллерии Maresciallo capo dell'artiglieria | Главный маршал артиллерии Maresciallo capo dell'artiglieria | Главный маршал Авиации Maresciallo capo dell'aviazione | Главный маршал Авиации Maresciallo capo dell'aviazione | Главный маршал Авиации Maresciallo capo dell'aviazione | Главный маршал Авиации Maresciallo capo dell'aviazione | Главный маршал Авиации Maresciallo capo dell'aviazione | Главный маршал Авиации Maresciallo capo dell'aviazione | Главный маршал Авиации Maresciallo capo dell'aviazione | Главный маршал Авиации Maresciallo capo dell'aviazione | Главный маршал Авиации Maresciallo capo dell'aviazione | Главный маршал Авиации Maresciallo capo dell'aviazione | Главный маршал Авиации Maresciallo capo dell'aviazione | Главный маршал Авиации Maresciallo capo dell'aviazione | Главный маршал Бронетанковых войск Maresciallo capo delle truppe corazzate | Главный маршал Бронетанковых войск Maresciallo capo delle truppe corazzate | Главный маршал Бронетанковых войск Maresciallo capo delle truppe corazzate | Главный маршал Бронетанковых войск Maresciallo capo delle truppe corazzate | Главный маршал Бронетанковых войск Maresciallo capo delle truppe corazzate | Главный маршал Бронетанковых войск Maresciallo capo delle truppe corazzate | Главный маршал Бронетанковых войск Maresciallo capo delle truppe corazzate | Главный маршал Бронетанковых войск Maresciallo capo delle truppe corazzate | Главный маршал Бронетанковых войск Maresciallo capo delle truppe corazzate | Главный маршал Бронетанковых войск Maresciallo capo delle truppe corazzate | Главный маршал Бронетанковых войск Maresciallo capo delle truppe corazzate | Главный маршал Бронетанковых войск Maresciallo capo delle truppe corazzate | Главный маршал Связи Maresciallo capo delle comunicazioni     | Главный маршал Связи Maresciallo capo delle comunicazioni     | Главный маршал Связи Maresciallo capo delle comunicazioni     | Главный маршал Связи Maresciallo capo delle comunicazioni     | Главный маршал Связи Maresciallo capo delle comunicazioni | Главный маршал Связи Maresciallo capo delle comunicazioni | Главный маршал Связи Maresciallo capo delle comunicazioni | Главный маршал Связи Maresciallo capo delle comunicazioni | Главный маршал Связи Maresciallo capo delle comunicazioni | Главный маршал Связи Maresciallo capo delle comunicazioni | Главный маршал Связи Maresciallo capo delle comunicazioni | Главный маршал Связи Maresciallo capo delle comunicazioni | Главный маршал Инженерных войск Maresciallo capo del Corpo degli ingegneri | Главный маршал Инженерных войск Maresciallo capo del Corpo degli ingegneri | Главный маршал Инженерных войск Maresciallo capo del Corpo degli ingegneri | Главный маршал Инженерных войск Maresciallo capo del Corpo degli ingegneri | Главный маршал Инженерных войск Maresciallo capo del Corpo degli ingegneri | Главный маршал Инженерных войск Maresciallo capo del Corpo degli ingegneri | Главный маршал Инженерных войск Maresciallo capo del Corpo degli ingegneri | Главный маршал Инженерных войск Maresciallo capo del Corpo degli ingegneri | Главный маршал Инженерных войск Maresciallo capo del Corpo degli ingegneri | Главный маршал Инженерных войск Maresciallo capo del Corpo degli ingegneri | Главный маршал Инженерных войск Maresciallo capo del Corpo degli ingegneri | Главный маршал Инженерных войск Maresciallo capo del Corpo degli ingegneri |
| генерал армии Generale d'Armata                                               | генерал армии Generale d'Armata                             | генерал армии Generale d'Armata                             | генерал армии Generale d'Armata                             | генерал армии Generale d'Armata                             | генерал армии Generale d'Armata                             | генерал армии Generale d'Armata                             | генерал армии Generale d'Armata                             | генерал армии Generale d'Armata                             | генерал армии Generale d'Armata                             | маршал артиллерии Maresciallo dell'artiglieria              | маршал артиллерии Maresciallo dell'artiglieria              | маршал артиллерии Maresciallo dell'artiglieria         | маршал артиллерии Maresciallo dell'artiglieria         | маршал артиллерии Maresciallo dell'artiglieria         | маршал артиллерии Maresciallo dell'artiglieria         | маршал артиллерии Maresciallo dell'artiglieria         | маршал артиллерии Maresciallo dell'artiglieria         | маршал артиллерии Maresciallo dell'artiglieria         | маршал артиллерии Maresciallo dell'artiglieria         | маршал Авиации Maresciallo dell'aviazione              | маршал Авиации Maresciallo dell'aviazione              | маршал Авиации Maresciallo dell'aviazione              | маршал Авиации Maresciallo dell'aviazione              | маршал Авиации Maresciallo dell'aviazione                                  | маршал Авиации Maresciallo dell'aviazione                                  | маршал Авиации Maresciallo dell'aviazione                                  | маршал Авиации Maresciallo dell'aviazione                                  | маршал Авиации Maresciallo dell'aviazione                                  | маршал Авиации Maresciallo dell'aviazione                                  | маршал Бронетанковых войск Maresciallo delle truppe corazzate              | маршал Бронетанковых войск Maresciallo delle truppe corazzate              | маршал Бронетанковых войск Maresciallo delle truppe corazzate              | маршал Бронетанковых войск Maresciallo delle truppe corazzate              | маршал Бронетанковых войск Maresciallo delle truppe corazzate              | маршал Бронетанковых войск Maresciallo delle truppe corazzate              | маршал Бронетанковых войск Maresciallo delle truppe corazzate | маршал Бронетанковых войск Maresciallo delle truppe corazzate | маршал Бронетанковых войск Maresciallo delle truppe corazzate | маршал Бронетанковых войск Maresciallo delle truppe corazzate | маршал Связи Maresciallo delle comunicazioni              | маршал Связи Maresciallo delle comunicazioni              | маршал Связи Maresciallo delle comunicazioni              | маршал Связи Maresciallo delle comunicazioni              | маршал Связи Maresciallo delle comunicazioni              | маршал Связи Maresciallo delle comunicazioni              | маршал Связи Maresciallo delle comunicazioni              | маршал Связи Maresciallo delle comunicazioni              | маршал Связи Maresciallo delle comunicazioni                               | маршал Связи Maresciallo delle comunicazioni                               | маршал Инженерных войск Maresciallo del Corpo degli ingegneri              | маршал Инженерных войск Maresciallo del Corpo degli ingegneri              | маршал Инженерных войск Maresciallo del Corpo degli ingegneri              | маршал Инженерных войск Maresciallo del Corpo degli ingegneri              | маршал Инженерных войск Maresciallo del Corpo degli ingegneri              | маршал Инженерных войск Maresciallo del Corpo degli ingegneri              | маршал Инженерных войск Maresciallo del Corpo degli ingegneri              | маршал Инженерных войск Maresciallo del Corpo degli ingegneri              | маршал Инженерных войск Maresciallo del Corpo degli ingegneri              | маршал Инженерных войск Maresciallo del Corpo degli ingegneri              |
| генерал-полковник Colonnello Generale                                         | генерал-полковник Colonnello Generale                       | генерал-полковник Colonnello Generale                       | генерал-полковник Colonnello Generale                       | генерал-полковник Colonnello Generale                       | генерал-полковник Colonnello Generale                       | генерал-полковник Colonnello Generale                       | генерал-полковник Colonnello Generale                       | генерал-полковник Colonnello Generale                       | генерал-полковник Colonnello Generale                       | генерал-полковник Colonnello Generale                       | генерал-полковник Colonnello Generale                       | генерал-полковник Colonnello Generale                  | генерал-полковник Colonnello Generale                  | генерал-полковник Colonnello Generale                  | генерал-полковник Colonnello Generale                  | генерал-полковник Colonnello Generale                  | генерал-полковник Colonnello Generale                  | генерал-полковник Colonnello Generale                  | генерал-полковник Colonnello Generale                  | генерал-лейтенант Tenente generale                     | генерал-лейтенант Tenente generale                     | генерал-лейтенант Tenente generale                     | генерал-лейтенант Tenente generale                     | генерал-лейтенант Tenente generale                                         | генерал-лейтенант Tenente generale                                         | генерал-лейтенант Tenente generale                                         | генерал-лейтенант Tenente generale                                         | генерал-лейтенант Tenente generale                                         | генерал-лейтенант Tenente generale                                         | генерал-лейтенант Tenente generale                                         | генерал-лейтенант Tenente generale                                         | генерал-лейтенант Tenente generale                                         | генерал-лейтенант Tenente generale                                         | генерал-лейтенант Tenente generale                                         | генерал-лейтенант Tenente generale                                         | генерал-лейтенант Tenente generale                            | генерал-лейтенант Tenente generale                            | генерал-лейтенант Tenente generale                            | генерал-лейтенант Tenente generale                            | генерал-майор Maggior generale                            | генерал-майор Maggior generale                            | генерал-майор Maggior generale                            | генерал-майор Maggior generale                            | генерал-майор Maggior generale                            | генерал-майор Maggior generale                            | генерал-майор Maggior generale                            | генерал-майор Maggior generale                            | генерал-майор Maggior generale                                             | генерал-майор Maggior generale                                             | генерал-майор Maggior generale                                             | генерал-майор Maggior generale                                             | генерал-майор Maggior generale                                             | генерал-майор Maggior generale                                             | генерал-майор Maggior generale                                             | генерал-майор Maggior generale                                             | генерал-майор Maggior generale                                             | генерал-майор Maggior generale                                             | генерал-майор Maggior generale                                             | генерал-майор Maggior generale                                             |
| Ufficiali superiori                                                           |                                                             |                                                             |                                                             |                                                             |                                                             |                                                             |                                                             |                                                             |                                                             |                                                             |                                                             |                                                        |                                                        |                                                        |                                                        |                                                        |                                                        |                                                        |                                                        |                                                        |                                                        |                                                        |                                                        |                                                                            |                                                                            |                                                                            |                                                                            |                                                                            |                                                                            |                                                                            |                                                                            |                                                                            |                                                                            |                                                                            |                                                                            |                                                               |                                                               |                                                               |                                                               |                                                           |                                                           |                                                           |                                                           |                                                           |                                                           |                                                           |                                                           |                                                                            |                                                                            |                                                                            |                                                                            |                                                                            |                                                                            |                                                                            |                                                                            |                                                                            |                                                                            |                                                                            |                                                                            |
| полковник Polkovnik                                                           | полковник Polkovnik                                         | полковник Polkovnik                                         | полковник Polkovnik                                         | полковник Polkovnik                                         | полковник Polkovnik                                         | полковник Polkovnik                                         | полковник Polkovnik                                         | полковник Polkovnik                                         | полковник Polkovnik                                         | полковник Polkovnik                                         | полковник Polkovnik                                         | полковник Polkovnik                                    | полковник Polkovnik                                    | полковник Polkovnik                                    | полковник Polkovnik                                    | полковник Polkovnik                                    | полковник Polkovnik                                    | полковник Polkovnik                                    | полковник Polkovnik                                    | подполковник Podpolkovnik                              | подполковник Podpolkovnik                              | подполковник Podpolkovnik                              | подполковник Podpolkovnik                              | подполковник Podpolkovnik                                                  | подполковник Podpolkovnik                                                  | подполковник Podpolkovnik                                                  | подполковник Podpolkovnik                                                  | подполковник Podpolkovnik                                                  | подполковник Podpolkovnik                                                  | подполковник Podpolkovnik                                                  | подполковник Podpolkovnik                                                  | подполковник Podpolkovnik                                                  | подполковник Podpolkovnik                                                  | подполковник Podpolkovnik                                                  | подполковник Podpolkovnik                                                  | подполковник Podpolkovnik                                     | подполковник Podpolkovnik                                     | подполковник Podpolkovnik                                     | подполковник Podpolkovnik                                     | майор Maggiore                                            | майор Maggiore                                            | майор Maggiore                                            | майор Maggiore                                            | майор Maggiore                                            | майор Maggiore                                            | майор Maggiore                                            | майор Maggiore                                            | майор Maggiore                                                             | майор Maggiore                                                             | майор Maggiore                                                             | майор Maggiore                                                             | майор Maggiore                                                             | майор Maggiore                                                             | майор Maggiore                                                             | майор Maggiore                                                             | майор Maggiore                                                             | майор Maggiore                                                             | майор Maggiore                                                             | майор Maggiore                                                             |
| Ufficiali inferiori                                                           |                                                             |                                                             |                                                             |                                                             |                                                             |                                                             |                                                             |                                                             |                                                             |                                                             |                                                             |                                                        |                                                        |                                                        |                                                        |                                                        |                                                        |                                                        |                                                        |                                                        |                                                        |                                                        |                                                        |                                                                            |                                                                            |                                                                            |                                                                            |                                                                            |                                                                            |                                                                            |                                                                            |                                                                            |                                                                            |                                                                            |                                                                            |                                                               |                                                               |                                                               |                                                               |                                                           |                                                           |                                                           |                                                           |                                                           |                                                           |                                                           |                                                           |                                                                            |                                                                            |                                                                            |                                                                            |                                                                            |                                                                            |                                                                            |                                                                            |                                                                            |                                                                            |                                                                            |                                                                            |
| капитан Capitano                                                              | капитан Capitano                                            | капитан Capitano                                            | капитан Capitano                                            | капитан Capitano                                            | капитан Capitano                                            | капитан Capitano                                            | капитан Capitano                                            | капитан Capitano                                            | капитан Capitano                                            | капитан Capitano                                            | капитан Capitano                                            | капитан Capitano                                       | капитан Capitano                                       | капитан Capitano                                       | старший лейтенант Tenente anziano                      | старший лейтенант Tenente anziano                      | старший лейтенант Tenente anziano                      | старший лейтенант Tenente anziano                      | старший лейтенант Tenente anziano                      | старший лейтенант Tenente anziano                      | старший лейтенант Tenente anziano                      | старший лейтенант Tenente anziano                      | старший лейтенант Tenente anziano                      | старший лейтенант Tenente anziano                                          | старший лейтенант Tenente anziano                                          | старший лейтенант Tenente anziano                                          | старший лейтенант Tenente anziano                                          | старший лейтенант Tenente anziano                                          | старший лейтенант Tenente anziano                                          | лейтенант Tenente                                                          | лейтенант Tenente                                                          | лейтенант Tenente                                                          | лейтенант Tenente                                                          | лейтенант Tenente                                                          | лейтенант Tenente                                                          | лейтенант Tenente                                             | лейтенант Tenente                                             | лейтенант Tenente                                             | лейтенант Tenente                                             | лейтенант Tenente                                         | лейтенант Tenente                                         | лейтенант Tenente                                         | лейтенант Tenente                                         | лейтенант Tenente                                         | младший лейтенант Tenente giovane                         | младший лейтенант Tenente giovane                         | младший лейтенант Tenente giovane                         | младший лейтенант Tenente giovane                                          | младший лейтенант Tenente giovane                                          | младший лейтенант Tenente giovane                                          | младший лейтенант Tenente giovane                                          | младший лейтенант Tenente giovane                                          | младший лейтенант Tenente giovane                                          | младший лейтенант Tenente giovane                                          | младший лейтенант Tenente giovane                                          | младший лейтенант Tenente giovane                                          | младший лейтенант Tenente giovane                                          | младший лейтенант Tenente giovane                                          | младший лейтенант Tenente giovane                                          |
| Sottufficiali                                                                 |                                                             |                                                             |                                                             |                                                             |                                                             |                                                             |                                                             |                                                             |                                                             |                                                             |                                                             |                                                        |                                                        |                                                        |                                                        |                                                        |                                                        |                                                        |                                                        |                                                        |                                                        |                                                        |                                                        |                                                                            |                                                                            |                                                                            |                                                                            |                                                                            |                                                                            |                                                                            |                                                                            |                                                                            |                                                                            |                                                                            |                                                                            |                                                               |                                                               |                                                               |                                                               |                                                           |                                                           |                                                           |                                                           |                                                           |                                                           |                                                           |                                                           |                                                                            |                                                                            |                                                                            |                                                                            |                                                                            |                                                                            |                                                                            |                                                                            |                                                                            |                                                                            |                                                                            |                                                                            |
| старший прапорщик Sottufficiale anziano                                       | старший прапорщик Sottufficiale anziano                     | старший прапорщик Sottufficiale anziano                     | старший прапорщик Sottufficiale anziano                     | старший прапорщик Sottufficiale anziano                     | старший прапорщик Sottufficiale anziano                     | старший прапорщик Sottufficiale anziano                     | старший прапорщик Sottufficiale anziano                     | старший прапорщик Sottufficiale anziano                     | старший прапорщик Sottufficiale anziano                     | старший прапорщик Sottufficiale anziano                     | старший прапорщик Sottufficiale anziano                     | старший прапорщик Sottufficiale anziano                | старший прапорщик Sottufficiale anziano                | старший прапорщик Sottufficiale anziano                | старший прапорщик Sottufficiale anziano                | старший прапорщик Sottufficiale anziano                | старший прапорщик Sottufficiale anziano                | старший прапорщик Sottufficiale anziano                | старший прапорщик Sottufficiale anziano                | старший прапорщик Sottufficiale anziano                | старший прапорщик Sottufficiale anziano                | старший прапорщик Sottufficiale anziano                | старший прапорщик Sottufficiale anziano                | старший прапорщик Sottufficiale anziano                                    | старший прапорщик Sottufficiale anziano                                    | старший прапорщик Sottufficiale anziano                                    | старший прапорщик Sottufficiale anziano                                    | старший прапорщик Sottufficiale anziano                                    | старший прапорщик Sottufficiale anziano                                    | прапорщик Sottufficiale                                                    | прапорщик Sottufficiale                                                    | прапорщик Sottufficiale                                                    | прапорщик Sottufficiale                                                    | прапорщик Sottufficiale                                                    | прапорщик Sottufficiale                                                    | прапорщик Sottufficiale                                       | прапорщик Sottufficiale                                       | прапорщик Sottufficiale                                       | прапорщик Sottufficiale                                       | прапорщик Sottufficiale                                   | прапорщик Sottufficiale                                   | прапорщик Sottufficiale                                   | прапорщик Sottufficiale                                   | прапорщик Sottufficiale                                   | прапорщик Sottufficiale                                   | прапорщик Sottufficiale                                   | прапорщик Sottufficiale                                   | прапорщик Sottufficiale                                                    | прапорщик Sottufficiale                                                    | прапорщик Sottufficiale                                                    | прапорщик Sottufficiale                                                    | прапорщик Sottufficiale                                                    | прапорщик Sottufficiale                                                    | прапорщик Sottufficiale                                                    | прапорщик Sottufficiale                                                    | прапорщик Sottufficiale                                                    | прапорщик Sottufficiale                                                    | прапорщик Sottufficiale                                                    | прапорщик Sottufficiale                                                    |
| Sergenti                                                                      |                                                             |                                                             |                                                             |                                                             |                                                             |                                                             |                                                             |                                                             |                                                             |                                                             |                                                             |                                                        |                                                        |                                                        |                                                        |                                                        |                                                        |                                                        |                                                        |                                                        |                                                        |                                                        |                                                        |                                                                            |                                                                            |                                                                            |                                                                            |                                                                            |                                                                            |                                                                            |                                                                            |                                                                            |                                                                            |                                                                            |                                                                            |                                                               |                                                               |                                                               |                                                               |                                                           |                                                           |                                                           |                                                           |                                                           |                                                           |                                                           |                                                           |                                                                            |                                                                            |                                                                            |                                                                            |                                                                            |                                                                            |                                                                            |                                                                            |                                                                            |                                                                            |                                                                            |                                                                            |
| старшина Sergente maggiore                                                    | старшина Sergente maggiore                                  | старшина Sergente maggiore                                  | старшина Sergente maggiore                                  | старшина Sergente maggiore                                  | старшина Sergente maggiore                                  | старшина Sergente maggiore                                  | старшина Sergente maggiore                                  | старшина Sergente maggiore                                  | старшина Sergente maggiore                                  | старшина Sergente maggiore                                  | старшина Sergente maggiore                                  | старшина Sergente maggiore                             | старшина Sergente maggiore                             | старшина Sergente maggiore                             | старший сержант Primo sergente                         | старший сержант Primo sergente                         | старший сержант Primo sergente                         | старший сержант Primo sergente                         | старший сержант Primo sergente                         | старший сержант Primo sergente                         | старший сержант Primo sergente                         | старший сержант Primo sergente                         | старший сержант Primo sergente                         | старший сержант Primo sergente                                             | старший сержант Primo sergente                                             | старший сержант Primo sergente                                             | старший сержант Primo sergente                                             | старший сержант Primo sergente                                             | старший сержант Primo sergente                                             | сержант Sergente                                                           | сержант Sergente                                                           | сержант Sergente                                                           | сержант Sergente                                                           | сержант Sergente                                                           | сержант Sergente                                                           | сержант Sergente                                              | сержант Sergente                                              | сержант Sergente                                              | сержант Sergente                                              | сержант Sergente                                          | сержант Sergente                                          | сержант Sergente                                          | сержант Sergente                                          | сержант Sergente                                          | младший сержант Vice sergente                             | младший сержант Vice sergente                             | младший сержант Vice sergente                             | младший сержант Vice sergente                                              | младший сержант Vice sergente                                              | младший сержант Vice sergente                                              | младший сержант Vice sergente                                              | младший сержант Vice sergente                                              | младший сержант Vice sergente                                              | младший сержант Vice sergente                                              | младший сержант Vice sergente                                              | младший сержант Vice sergente                                              | младший сержант Vice sergente                                              | младший сержант Vice sergente                                              | младший сержант Vice sergente                                              |
| Truppa                                                                        |                                                             |                                                             |                                                             |                                                             |                                                             |                                                             |                                                             |                                                             |                                                             |                                                             |                                                             |                                                        |                                                        |                                                        |                                                        |                                                        |                                                        |                                                        |                                                        |                                                        |                                                        |                                                        |                                                        |                                                                            |                                                                            |                                                                            |                                                                            |                                                                            |                                                                            |                                                                            |                                                                            |                                                                            |                                                                            |                                                                            |                                                                            |                                                               |                                                               |                                                               |                                                               |                                                           |                                                           |                                                           |                                                           |                                                           |                                                           |                                                           |                                                           |                                                                            |                                                                            |                                                                            |                                                                            |                                                                            |                                                                            |                                                                            |                                                                            |                                                                            |                                                                            |                                                                            |                                                                            |
| ефрейтор Caporale                                                             | ефрейтор Caporale                                           | ефрейтор Caporale                                           | ефрейтор Caporale                                           | ефрейтор Caporale                                           | ефрейтор Caporale                                           | ефрейтор Caporale                                           | ефрейтор Caporale                                           | ефрейтор Caporale                                           | ефрейтор Caporale                                           | ефрейтор Caporale                                           | ефрейтор Caporale                                           | ефрейтор Caporale                                      | ефрейтор Caporale                                      | ефрейтор Caporale                                      | ефрейтор Caporale                                      | ефрейтор Caporale                                      | ефрейтор Caporale                                      | ефрейтор Caporale                                      | ефрейтор Caporale                                      | ефрейтор Caporale                                      | ефрейтор Caporale                                      | ефрейтор Caporale                                      | ефрейтор Caporale                                      | ефрейтор Caporale                                                          | ефрейтор Caporale                                                          | ефрейтор Caporale                                                          | ефрейтор Caporale                                                          | ефрейтор Caporale                                                          | ефрейтор Caporale                                                          | рядовой Soldato                                                            | рядовой Soldato                                                            | рядовой Soldato                                                            | рядовой Soldato                                                            | рядовой Soldato                                                            | рядовой Soldato                                                            | рядовой Soldato                                               | рядовой Soldato                                               | рядовой Soldato                                               | рядовой Soldato                                               | рядовой Soldato                                           | рядовой Soldato                                           | рядовой Soldato                                           | рядовой Soldato                                           | рядовой Soldato                                           | рядовой Soldato                                           | рядовой Soldato                                           | рядовой Soldato                                           | рядовой Soldato                                                            | рядовой Soldato                                                            | рядовой Soldato                                                            | рядовой Soldato                                                            | рядовой Soldato                                                            | рядовой Soldato                                                            | рядовой Soldato                                                            | рядовой Soldato                                                            | рядовой Soldato                                                            | рядовой Soldato                                                            | рядовой Soldato                                                            | рядовой Soldato                                                            |

## Equipaggiamento
Nel 1990 l'esercito sovietico possedeva:
- 55000 carri armati tra 4000 T-80, 10000 T-72, 9700 T-64, 11300 T-62, 19000 T-54/55 e 1000 PT-76
- 70000 veicoli trasporto truppe, tra BTR-80, BTR-70, BTR-60, BTR-D, BTR-50, BTR-152 e MT-LB
- 24000 veicoli da combattimento della fanteria, tra BMP-1, BMP-2, BMP-3, BMD-1, BMD-2 e BMD-3
- 3500 autoblindo da esplorazione tra BRDM-2 e BRDM-1
- 33000 pezzi di artiglieria trainata, tra 4379 D-30, 1175 M-46, 1700 D-20, 598 2A65, 1007 2A36, 857 D-1, 1693 ML-20, 1200 M-30, 478 obici B-4 e D-74, cannoni anticarro D-48, D-44, T-12, e BS-3
- 9000 obici semoventi tra 2751 2S1, 2325 2S3, 507 2S5, 347 2S7, 430 2S4, 20 2S19, 108 ShKH-77, ASU-85 e 2S9
- 8000 lanciarazzi di artiglieria tra BM-21, 818 BM-27, 123 BM-30, 18 BM-24 e lanciarazzi multipli TOS-1, BM-25 e BM-14
- missili balistici tattici a corto raggio SS-1 Scud OTR-21 Točka, OTR-23 e FROG
- missili antiaerei: 1350 2K11 Krug, 850 2K12 Kub, 950 9K33 Osa, 430 9K31 Strela-1, 300 Buk, 70 S-300, 860 9K35 Strela-10, 20 Tor, 130 9K22 Tunguska, ZSU-23-4 e ZSU-57-2
- 12000 cannoni antiaerei trainati tra ZU-23-2, ZPU-1/2/4, AZP S-60, 72-K, 61-K, 52-K, and KS-19
- 4300 elicotteri tra 1420 Mi-24, 600 Mi-2, 1620 Mi-8, 290 Mi-17, 450 Mi-6 e 50 Mi-26, 6 elicotteri sperimentali Mi-28 e 2 Ka-50